# Kölner Schull- un Veedelszöch

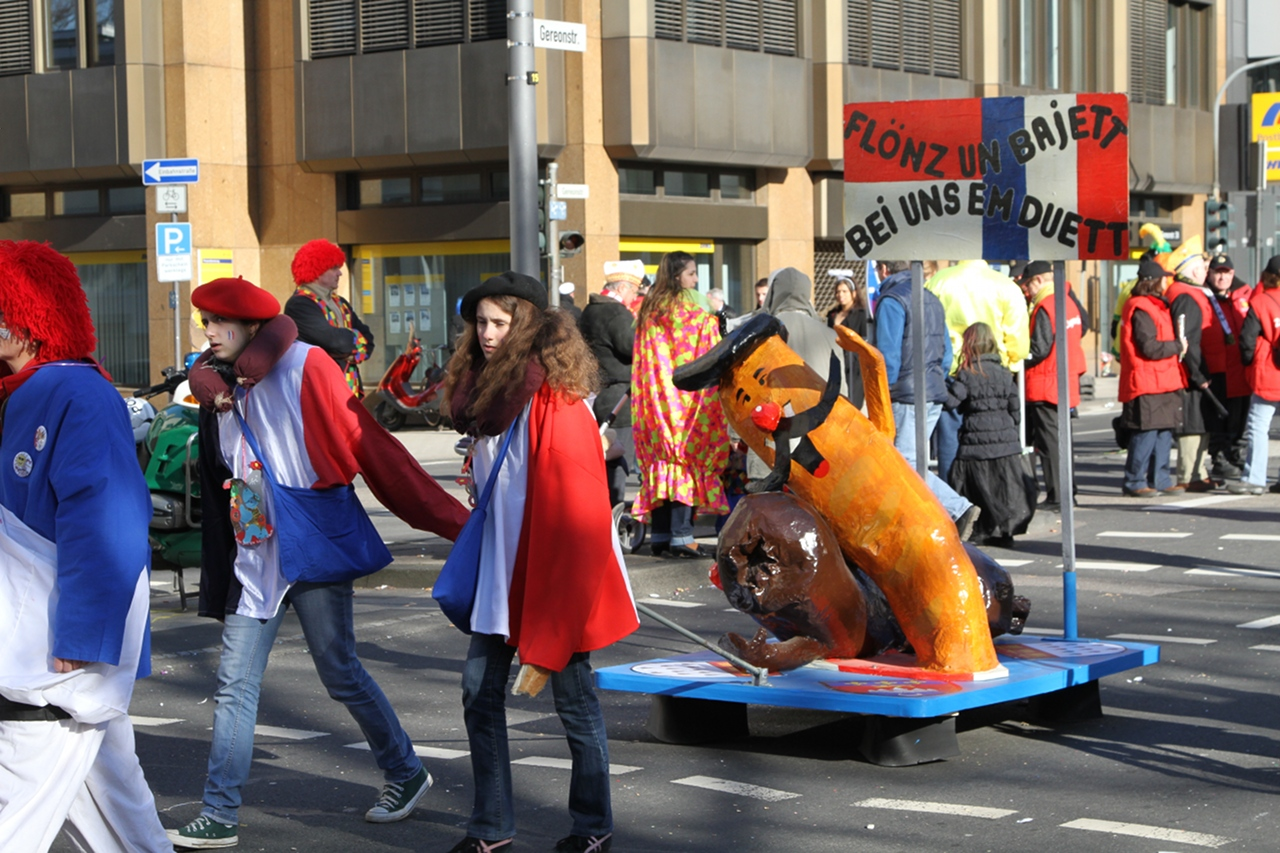
Schull- un Veedelszöch (2011)

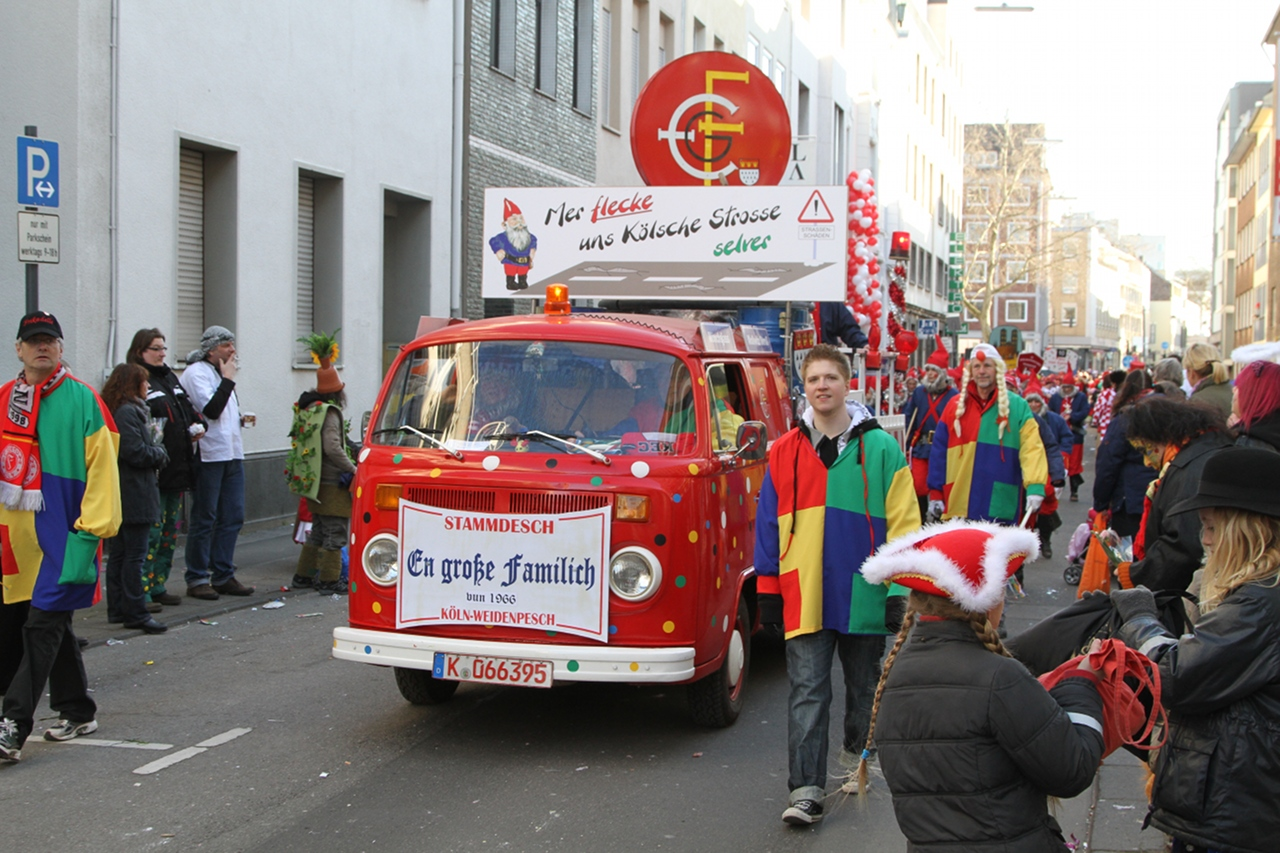
Schull- un Veedelszöch (2011)

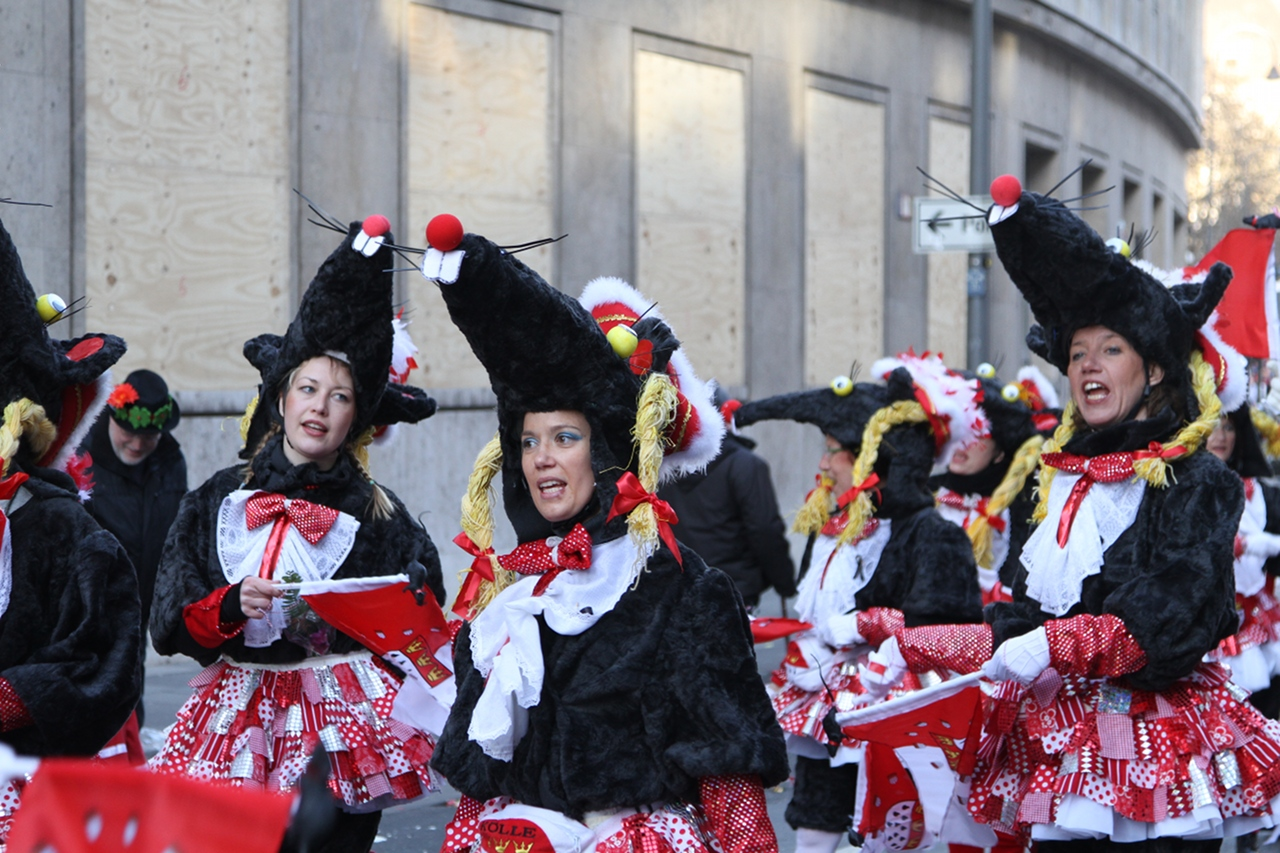
Schull- un Veedelszöch (2011)

Die Kölner Schull- un Veedelszöch (Kölner Schul- und [Stadt-]Viertelszüge) sind (in einem zusammengefasste) karnevalistische Umzüge, die traditionell am Karnevalssonntag durch die Kölner Innenstadt und das Vringsveedel ziehen.

## Geschichte und Ablauf
Der erste Veedelszog fand am Karnevalssonntag 1933 statt, nachdem ein Jahr zuvor ein Bürgerausschuss diese Idee ins Leben gerufen hatte und sich die Erhaltung und Erneuerung des ursprünglichen Volkskarnevals auf die Fahnen geschrieben hatte. Ziel war es, „das Volk wieder vom Zuschauer zum Mitspieler zu machen und dem Feste neue gesunde Quellen zu erschließen“, so der damalige Vorsitzende des Heimatvereins Alt-Köln und Mitglied im Bürgerausschuss, Joseph Klersch. Seit 1952 laufen die beiden Züge gemeinsam.
In ihnen sind zwei Veranstaltungen zusammengefasst:
- die Schullzöch (Schulzüge), an denen sich bis zu 50 Kölner Schulen beteiligen,
- die Veedelszöch (Quartier- oder Stadtteilzüge), bestritten von über vierzig Stammtischen, Nachbarschafts- und Stadtteilvereinen und karnevalsverrückten „Großfamilien“ (die oft sehr zahlreich antreten).

Sie ziehen in dieser Reihenfolge hintereinander. 
Die Teilnahme an den Zügen ist sehr begehrt, es gibt etwa 25 Gruppen in der Warteliste, die nicht teilnehmen können, weil die Gesamtlänge der Züge und auch ihre Dauer begrenzt sind. Auch die Schull- un Veedelszöch erfreuen sich großer Beachtung durch die Kölner Medien: wie der Rosenmontagszug werden auch sie vom WDR Fernsehen und Radio Köln 107,1 live übertragen. Nicht zu verwechseln sind die Schull- und Veedelszöch am Karnevalssonntag in der Innenstadt mit den Karnevalszügen in den einzelnen Veedeln, die von Samstag bis Dienstag stattfinden.

## Auszeichnung
Es gibt eine rund 40-köpfige Jury, die die jeweils beste Gruppe in den Kategorien Wagengruppe und Fußgruppe prämiert. Darüber hinaus kann der Leiter des Rosenmontagszugs einen Originalitätspreis, den „Goldenen Lappenclown“, vergeben.
Diese drei Gruppen dürfen am Rosenmontagszug teilnehmen. Das Wurfmaterial für den Rosenmontagszug wird ihnen gestiftet vom Verein der Freunde und Förderer des Kölnischen Brauchtums, die neben Spitzen der Stadt Köln wie dem Oberbürgermeister und Vertretern der Medien etwa zwei Drittel der Jury bilden. Die Vertreter dieses Vereins schicken jedes Jahr in einem Rotationsverfahren andere Mitglieder in die Jury. Die Schulen werden von der Jury nicht bewertet, um sie keinem öffentlichen Leistungsdruck auszusetzen.

## Ausfälle
2020 wurden die Schull- un Veedelszöch wegen des Sturms Yulia kurzfristig abgesagt. Auch in den Jahren 2021 und 2022 fielen die Schull- un Veedelszöch aus, da eine weitere Ausbreitung der  COVID-19-Pandemie verhindert werden sollte.